# 하세가와 기요시
하세가와 기요시(일본어: 長谷川清, 1883년(메이지 16년) 5월 7일 ~ 1970년(쇼와 45년) 9월 2일)는 일본 제국의 해군 군인이다. 최종 계급은 정3위 훈1등 공1급 해군대장이다. 제3함대 사령장관, 군사참의관, 대만 총독 등을 역임하였다. 전후에 A급 전범 혐의로 2개월 동안 형무소에 수감되었다.
| 전임 예비역 대장 고바야시 세이조 | 제18대 대만 총독 1940년 ~ 1944년 | 후임 대장 안도 리키치 |